# 바세나르 협약 (네덜란드)
바세나르 협약(Wassenaar Agreement, Wassenaar Accord)은 1982년 네덜란드의 사용자협회와 노동총연맹이 체결한 시간제 근로자 확산을 위한 협약이다. 노동학계에서는 바세나르 협약을 현대 노동사의 가장 중요한 전환점으로 평가하고 있다. 한국 노사정위원회의 원조 격이다.

## 네덜란드
네덜란드의 병을 치유해 네덜란드의 기적을 이루었다고 평가받는다. 50%이던 고용률이 75%로 향상되었다.
당시 바세나르 협약을 체결한 노동총연맹의 빔 콕 노총 위원장은 1994년 네덜란드 총리가 되어 2002년에 퇴임했다.
네덜란드는 전체 노동자 중 시간제 근로자 비중이 36.7%에 이르고 변호사, 의사 등 고소득층까지 사실상 전 산업에 시간제 근로자가 퍼져 있다.

## 독일
독일 베를린에 사는 누리에 슈나이더(28)는 중소기업에서 계약 관련 법률을 검토하는 일을 한다. 변호사시험을 준비하고 있는 슈나이더는 하루에 4시간만 근무하고 월 900유로(약 134만원)를 받는다. 나머지 시간은 시험 준비에 투자한다.

## 대한민국
박근혜 정부는 네덜란드 바세나르 협약을 한국에 도입하여 고용률 70% 달성이라는 대선공약을 실천하려고 한다. 2017년까지 238만1000개의 신규 일자리를 창출하고, 그 중에서 38.7%인 92만여 개를 시간제 일자리로 충당할 계획이다. 여론조사에서는 국민의 63.5%(여성의 69.4%)가 시간제 일자리로 일할 의사가 있다고 답했다. 하지만 이는 시간선택제 일자리가 좋은 일자리라서 지지한다는 뜻이 아니라, 일자리가 부족하기 때문에 단시간 저임금 노동인 시간선택제라도 해야 하는 절박한 현실때문이다.
2014년부터 정부는 중앙공무원과 지방공무원의 7급 이하에서 하루 5시간을 근무하는 시간제 공무원을 채용할 계획이다. 전체 국가공무원의 23.6%가 시간제 근로자인 영국 등의 사례를 참조했다. 판사 검사 변호사 법무사 제도의 원조라고 불리는 영국은 형사재판의 대부분이 1심에서 확정판결되는데, 법률문외한인 민간인이 치안판사로 천거되어 시간제 근로자로 판결을 하고 있다. 치안판사 밑에는 풀타임 정규직인 변호사 비서를 두어 판결업무를 보조한다. 형사재판의 2심, 3심과 민사재판은 변호사 자격자인 풀타임 정규직 직업판사가 재판한다.
한국에는 아직 시간제 일자리에 대한 통계가 없는데, 미국, 영국 등과 같은 통계를 만들 계획이다.
박근혜 정부의 고용률 70% 달성 목표는 여성, 장애인, 노인 중에서도 여성이 핵심 대상이라고 보도되고 있다. 여성의 시간제 근로자 비율도 네덜란드가 60%, 영국이 40%에 달하는 반면 한국은 18%에 그치고 있다. 이웃 일본은 가정주부의 80% 가까이가 시간제로 서비스산업에 종사하고 있다. 65%인 한국의 고용률을 70% 이상으로 올리기 위해서는 여성을 위한 시간제 일자리 확대가 매우 중요하다고 보고 있다.

## 같이 보기
- 바세나르 협정(Wassenaar Arrangement) - 공산권에 대한 수출통제 다자조약이다. 네덜란드 시간제 근로와는 무관하다. 똑같이 '바세나르 협약'이라고 불려서 혼동이 된다.
- 시간제 근로자 - 비상근, 파트타이머라고 부른다. 비정규직의 일종이다.